# Włodzimierz Promiński
Włodzimierz Promiński (ur. 22 stycznia 1958 w Opolu) – polski skrzypek i pedagog.

## Życiorys
Absolwent Akademii Muzycznej im. Fryderyka Chopina w Warszawie (klasa Franciszka Jurysa, dyplom z wyróżnieniem w 1983). Studiował również w Hochschule für Muzik w Kolonii i w Hochschule für Muzik w Detmold. Doktor habilitowany sztuki muzycznej, profesor UMFC. W latach 2008–2012 dziekan Wydziału Instrumentalno-Pedagogicznego w Białymstoku.
Założyciel i I skrzypek Kwartetu Camerata (1984). Zespół z jego udziałem zdobył Nagrodę Muzyczną „Fryderyk” 1998 w kategorii album roku muzyka kameralna (za płytę Antonio Vivaldi - „Złote” cztery pory roku) i był kilkakrotnie nominowany do tej nagrody.
Prezes Polskiego Towarzystwa Muzyki Kameralnej.

## Nagrody
- 1991: Nagroda Artystyczna Młodych im. Stanisława Wyspiańskiego
- 2004: Odznaka „Zasłużony Działacz Kultury”
- 2009: Brązowy Medal „Zasłużony Kulturze Gloria Artis”
- 2024: Srebrny Medal „Zasłużony Kulturze Gloria Artis”[1]